# الساندبي
الساندبي (باللاتينية: Sandbian)، وهي أول مرحلة من فترة الأوردوفيشي المتأخر والخامسة من العصر الأوردوفيشي، حيث امتدت من 458.2  ± 0.7 إلى 452.8  ± 0.7 مليون سنة مضت، لمدة 5.4 مليون سنة تقريبا.

## التسمية
يعود مصطلح الساندبي إلى قرية سودرا ساندبي في لوند، محافظة اسكونه (السويد). تم اقتراح الاسم عام 2006 .

## المقطع النموذجي

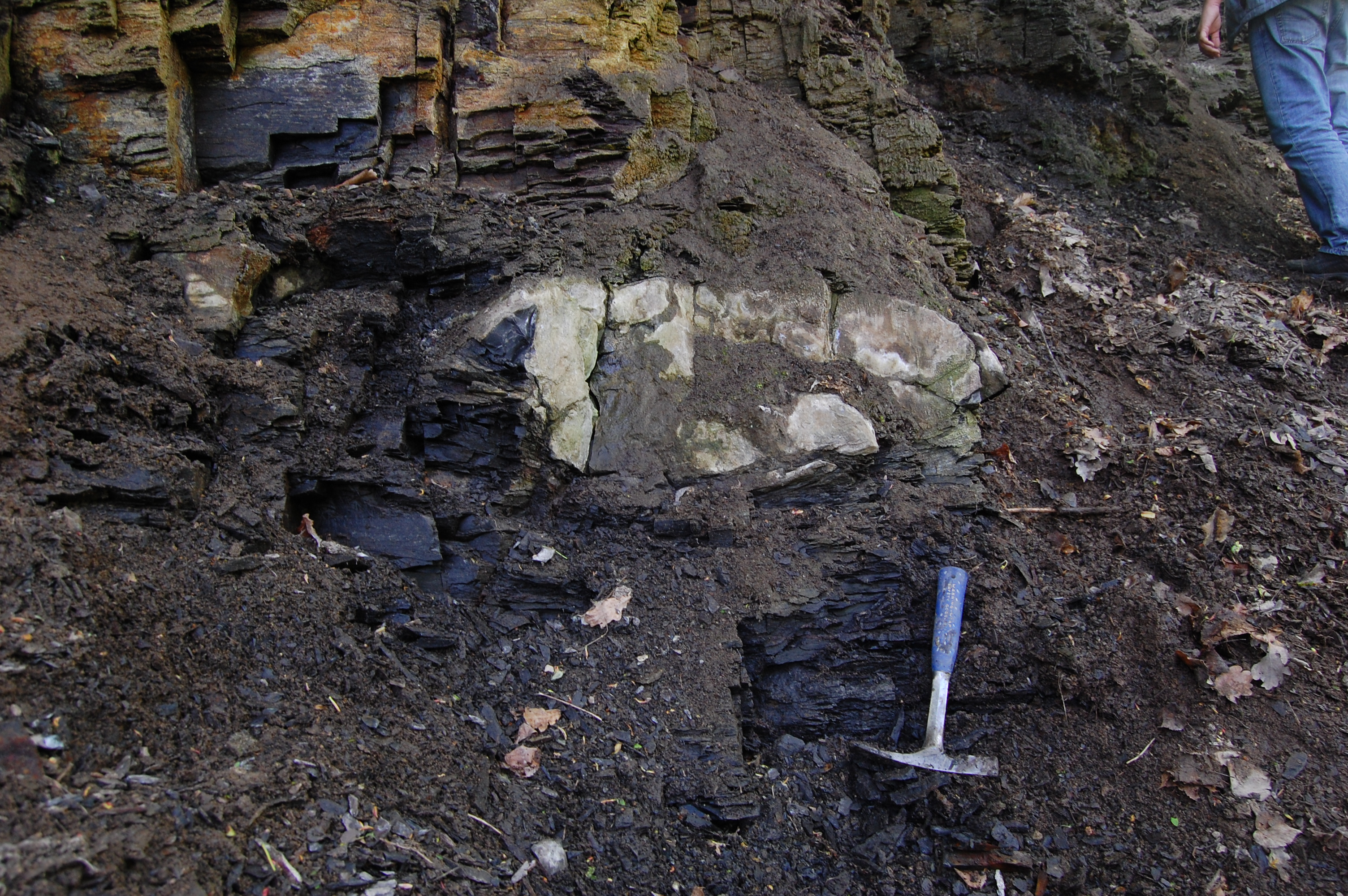
نقطة ومقطع طبقة الحدود العالمية للساندبي في السويد. وتشير المطرقة إلى حدود المرحلة الجيولوجية.

تقع نقطة ومقطع طبقة الحدود العالمية (GSSP) لبداية الساندبي في «قطاع فاغلسانغ» (55°42′49″N 13°19′32″E / 55.7137°N 13.3255°E) عند سولارب بروك شرق لوند (سكونا، السويد) وهي نتوء من طفل وصخر طيني. وتم تعريف قاعدة الساندبي بأول ظهور لأنواع الجرابتوليت الخطيات الخيطية الرقيقة (Nemagraptus gracilis) بارتفاع 1.4م تحت طبقة الفوسفوريت الاستدلالية. وتم تعريف حدوده العلوية بأول ظهور لأنواع الجرابتوليت ديبلاكانثغرابتوس كوداتوس (Diplacanthograptus caudatus).